# (52631) 1997 WC21
(52631) 1997 WC21 là một tiểu hành tinh vành đai chính. Nó được phát hiện bởi Atsushi Sugie ở Dynic Astronomical Observatory Nhật Bản, ngày 20 tháng 11 năm 1997.